# Anuschka Tochtermann
Anuschka Tochtermann (* 17. Januar 1994 in Starnberg, Bayern) ist eine deutsche Schauspielerin.

## Leben
Anuschka Tochtermann ist die Tochter einer Psychoanalytikerin und eines Kabarettisten und Musikers. Sie besuchte das Maximiliansgymnasium München und studierte nach ihrem Abitur zunächst zwei Semester Theaterwissenschaften an der Ludwig-Maximilians-Universität (LMU) in München, bevor sie sich für die Schauspielerei entschied.
Ihre Schauspielausbildung erhielt sie von 2014 bis 2017 an der Schauspielschule Zerboni in München. 2017 spielte sie am Zentraltheater München in einer Bühnenfassung von Moby Dick. Im Oktober 2018 gastierte sie am Stadttheater Weilheim als Ills Tochter in der Dürrenmatt-Tragikomödie Der Besuch der alten Dame.
Erste kleine Filmrollen hatte sie in Kino- und TV-Produktionen, u. a. in der ZDF-Reihe Marie fängt Feuer (2018) sowie in zwei Folgen der ZDF-Serie Die Rosenheim-Cops (2018) als Bedienung Leni im „Times Square“.
In der ZDF-Reihe „Herzkino.Märchen“ spielte sie in dem Film Der Froschkönig (Erstausstrahlung: Dezember 2018), einer Modernisierung des Märchenstoffs vom Froschkönig, als reiche Tochter eines Schlosshotelbesitzers, an der Seite von Bernd-Christian Althoff als „Froschkönig“, ihre erste große Fernsehrolle. In der 5. Staffel der TV-Serie In aller Freundschaft – Die jungen Ärzte (2019) hatte Tochtermann eine Episodenhauptrolle als verletzte Notfallsanitäterin Franziska „Franzi“ Ringlein. In der 4. Staffel der TV-Serie WaPo Bodensee (2020) übernahm sie eine der Episodenhauptrollen als Abiturientin Anna, deren Freund bei einem Unfall auf dem Bodensee ums Leben kommt. Anfang 2023 war sie in vier Folgen der Telenovela Sturm der Liebe zu sehen, in der sie die junge Liesl, die Enkelin eines alten Freundes des Portiers Alfons Sonnbichler, verkörperte. In der 23. Staffel der TV-Serie Die Rosenheim-Cops (2024) übernahm sie eine der Episodenhauptrollen als tatverdächtige Patisseurin Ines Schäfer. In der 4. Staffel der TV-Krimiserie Watzmann ermittelt (2024) war sie als tatverdächtige Apothekenmitarbeiterin Lena Heinzmann zu sehen.
2017 gewann sie den Lore-Bronner-Preis. Tochtermann ist Mitglied im Bundesverband Schauspiel (BFFS) und lebt in München.

## Filmografie (Auswahl)
- 2014: Hintertupfing (Kinofilm)
- 2017: Replace (Kinofilm)
- 2017: Kleinheim (Kurzfilm)
- 2018: Die Rosenheim-Cops: Fluch des Geldes (Fernsehserie)
- 2018: Marie fängt Feuer: Zweite Chance (Fernsehreihe)
- 2018: Die Rosenheim-Cops: Mord wie er im Buche steht (Fernsehserie)
- 2018: Herzkino.Märchen: Der Froschkönig (Fernsehfilm)
- 2019: In aller Freundschaft – Die jungen Ärzte: Herzenssache (Fernsehserie)
- 2019: Bella Germania (Fernsehfilm)
- 2020: WaPo Bodensee: Geraubte Zukunft (Fernsehserie)
- 2020: Frühling – Spuren der Vergangenheit
- 2020–2021: Verbotene Liebe – Next Generation (Fernsehserie)
- 2021: Die Rosenheim-Cops: Drei Grazien und ein Todesfall (Fernsehserie)
- 2023: Sturm der Liebe (Fernsehserie)
- 2023: Hubert ohne Staller: Tod auf Rezept (Fernsehserie)
- 2024: Die Rosenheim-Cops: Ein teurer Abend (Fernsehserie)
- 2024: Watzmann ermittelt: Die Todesanzeige (Fernsehserie)